# Ірландський національний ботанічний сад
Ірландський національний ботанічний сад (ірл Garraithe Náisiúnta na Lus, англ. Irish National Botanic Gardens) — ботанічний сад у районі Гласневін міста Дублін (Ірландія). Розташований на березі річки Талька за 5 км від центру Дубліна. Площа саду 19,5 га, загальна площа оранжерей 4 000 м². Ботанічний сад є членом Міжнародної ради ботанічних садів з охорони рослин (BGCI) і має код DBN. Сад був заснований 1795 року Дублінським товариством, за більш ніж 200 років існування саду значно виріс, тут росте 8 290 таксонів рослин, а в гербарії зберігається 660 000 висушених рослин.
Директор ботанічного саду — Метью Джебб, куратор — Пауль Магер.

## Графік роботи
Ботанічний сад відкритий щодня, крім Різдва (25 грудня).
Березень — жовтень:
9:00 — 17:00 (у будні),
10:00 — 18:00 (у вихідні та святкові дні).
27 жовтня — лютий:
9:00 — 16:30 (у будні),
10:00 — 16:30 (у вихідні та святкові дні).
Вхід до ботанічного саду вільний.

## Історія
Поет Томас Тікелл (1685—1740) володів будинком і невеликим маєтком у Гласневіні, а 1795 року маєток було продано ірландському парламенту і передано Королівському товариству Дубліна для створення першого ботанічного саду Ірландії. З часу Тікелла збереглася «прогулянкова алея Аддісона», вузька алея, по обидва боки обсаджена тисовими деревами.
Первинною метою саду було поширення знань про рослини для їх використання в сільському господарстві і медицині. Ботанічний сад був першим місцем в Ірландії, де була ідентифікована інфекція, що вразила картоплю в Ірландії і викликала голод 1845—1849 років.
Взимку 1948/19499 року філософ Людвіг Вітгенштайн жив і працював в Ірландії. Він часто приходив в Пальмову оранжерею і писав тут свої роботи. На сходинках, на яких він сидів, встановлено меморіальну дошку.

## Колекції
- Колекції однорічних і багаторічних квіткових рослин, з яких зазвичай роблять квіткові килими з геометричними візерунками і контрастними кольорами.
- Колекція оранжерейних рослин, у тому числі чудова колекція орхідей.
- Дендрарій площею близько 10 га (верби, клени, суничники, дуби, кипарисові і колекція карликових хвойних порід).
- Колекція ірландських рослин.
- Колекція флори Китаю.
- Колекція рослин з Нової Зеландії (дерева, деревоподібні папороті, чагарники, багаторічні рослини і трав'янисті рослини).
- Колекція лікарських рослин.
- Гірський сад з колекцією альпійських рослин.
- Розарій.
- Ставок з водними рослинами.
- Гербарій.

## Галерея

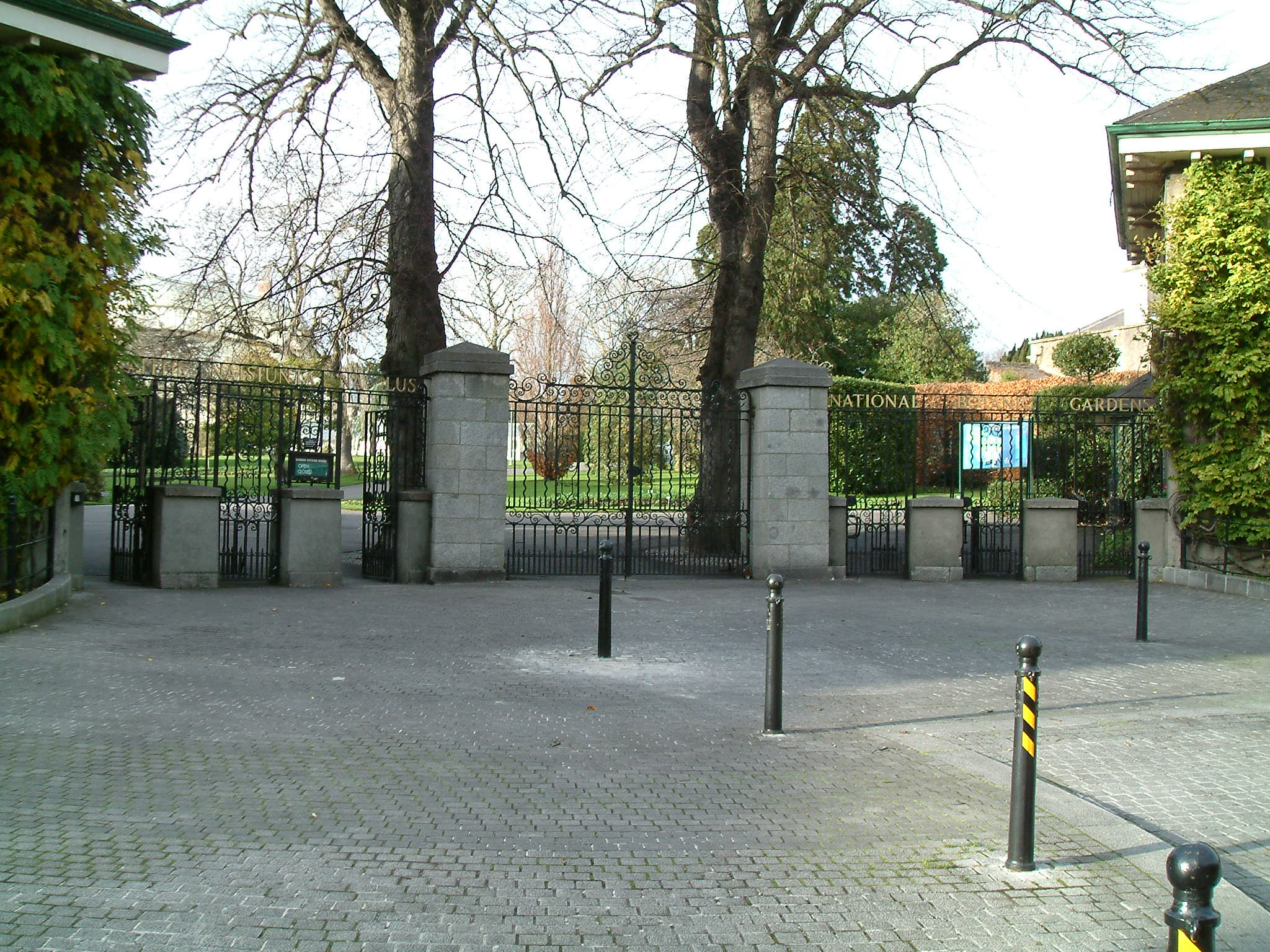
Вхід до ботанічного саду
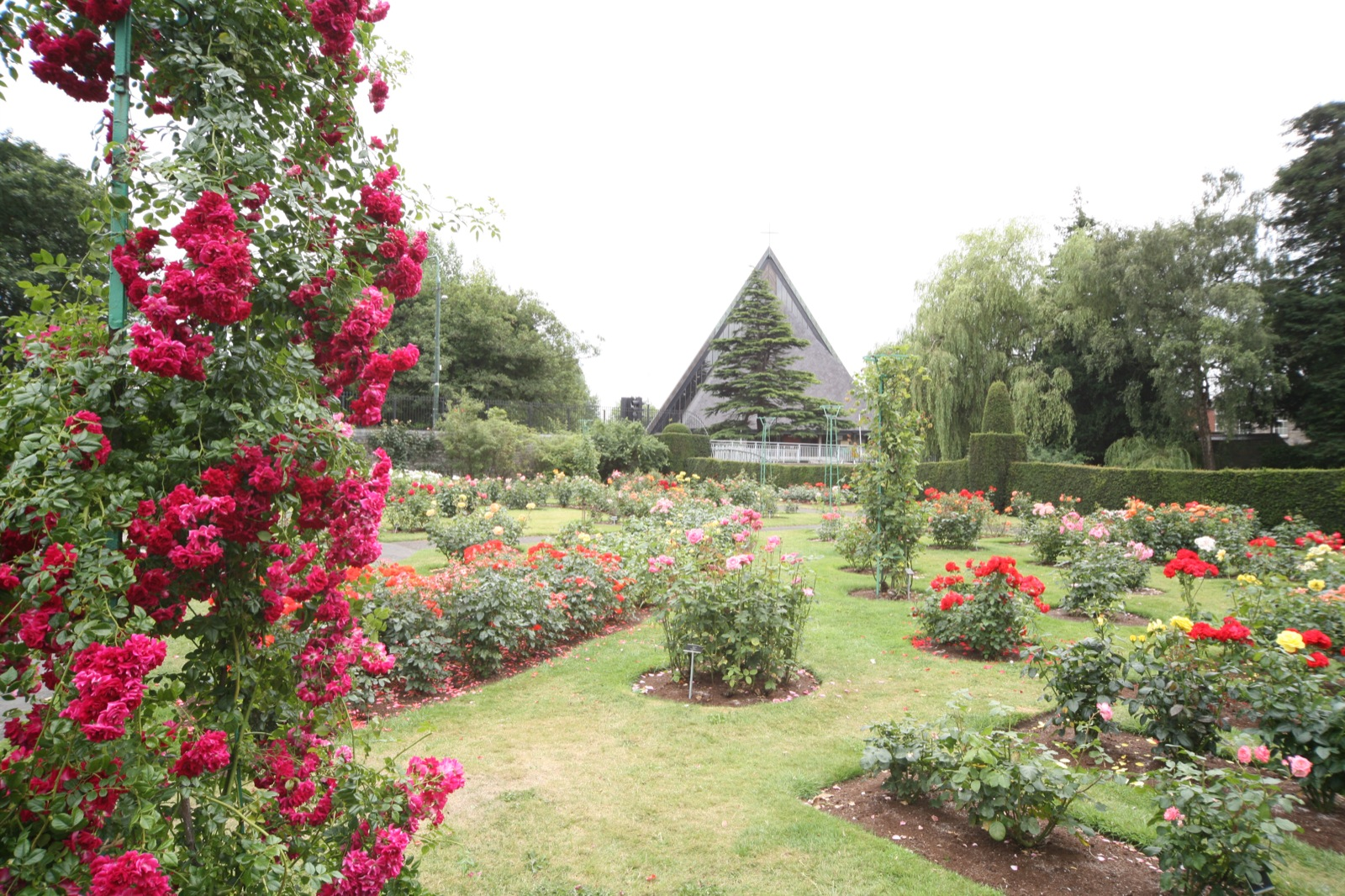
Розарій
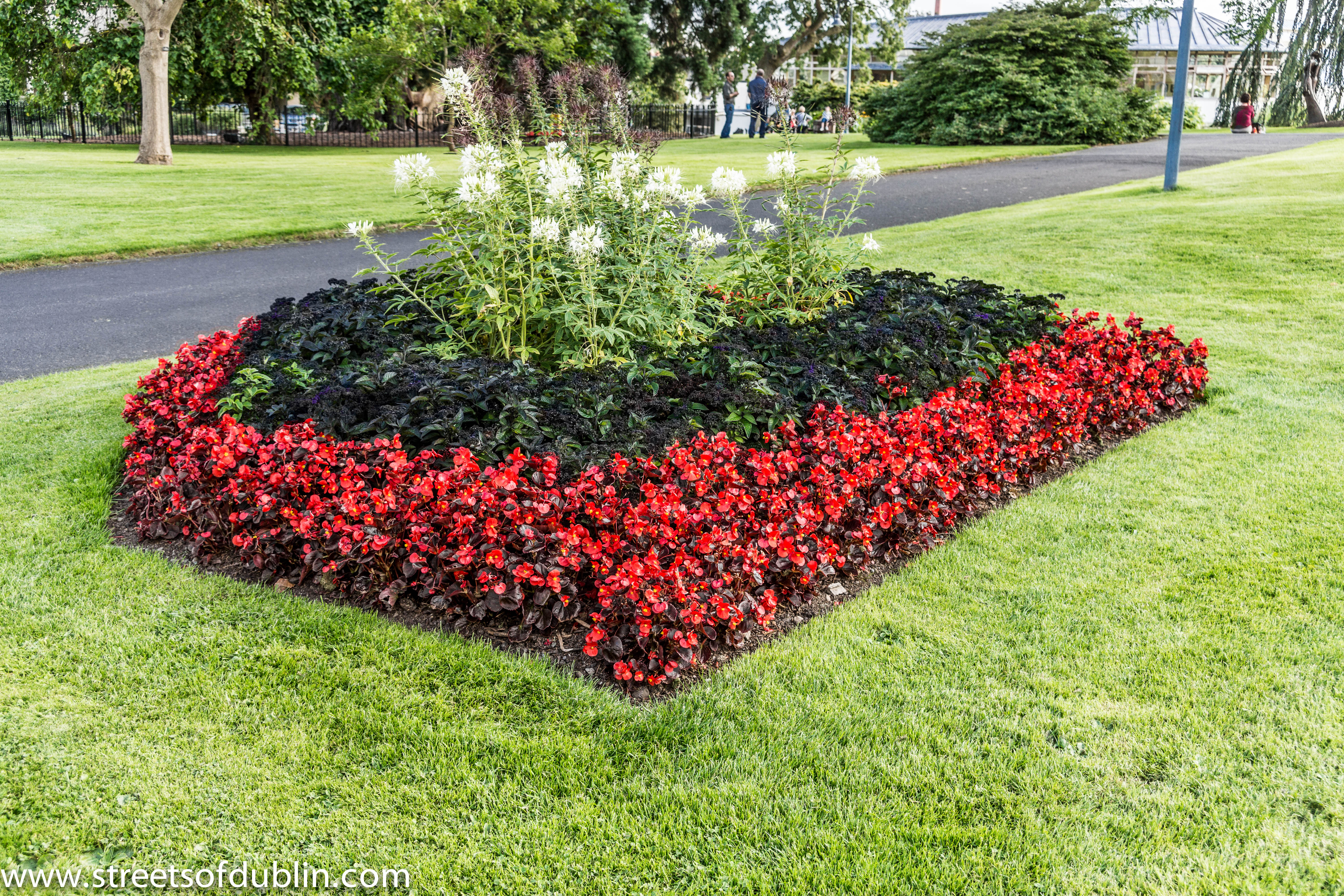
Клумба
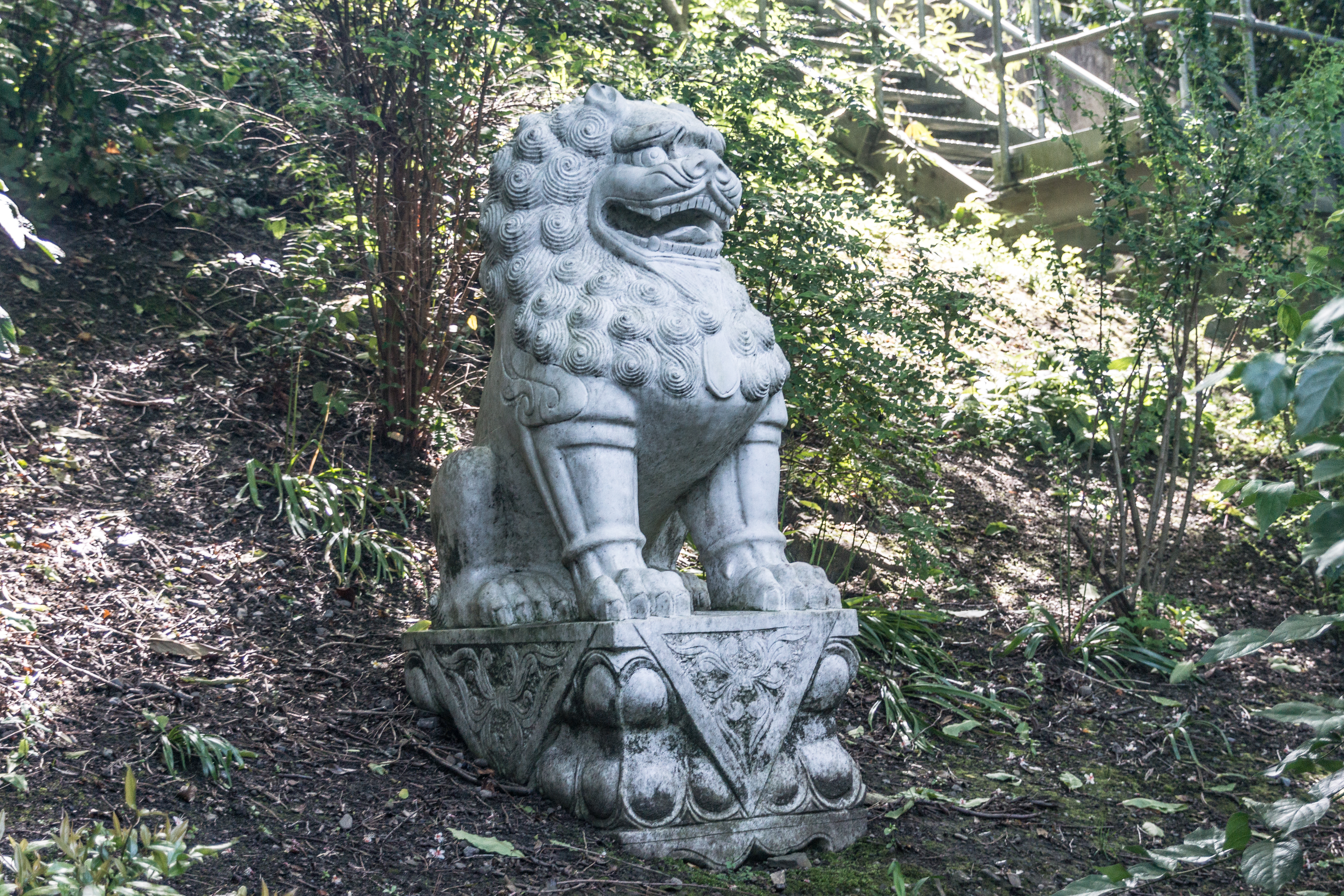
Скульптура у ботанічному саду
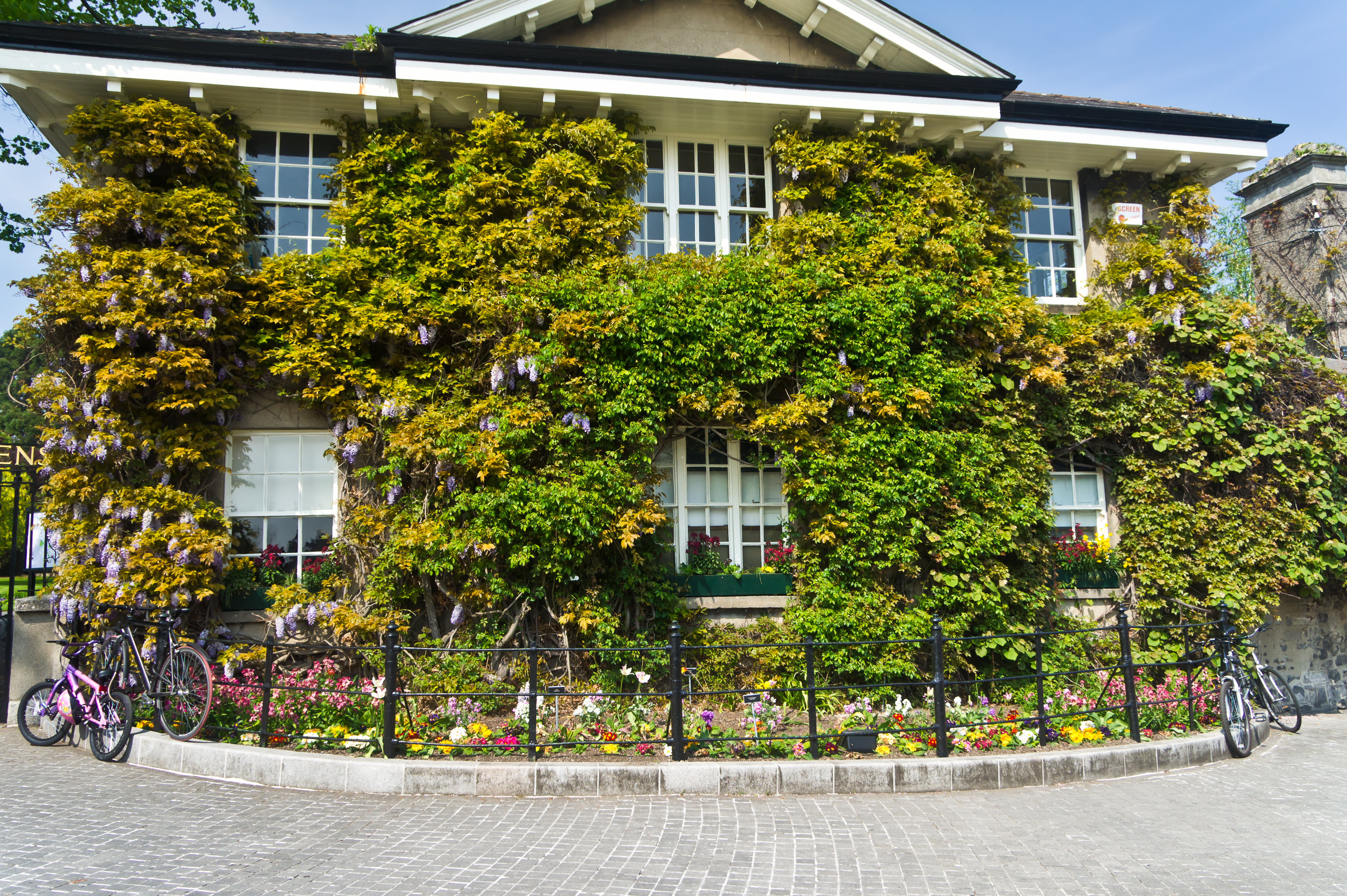
Будинок у ботанічному саду
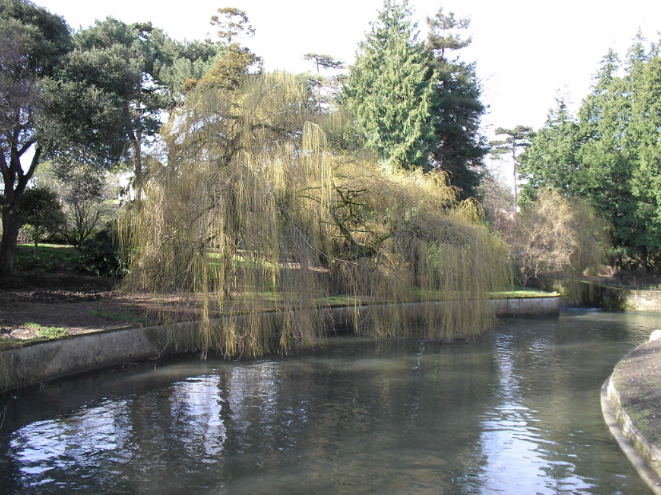
Верба
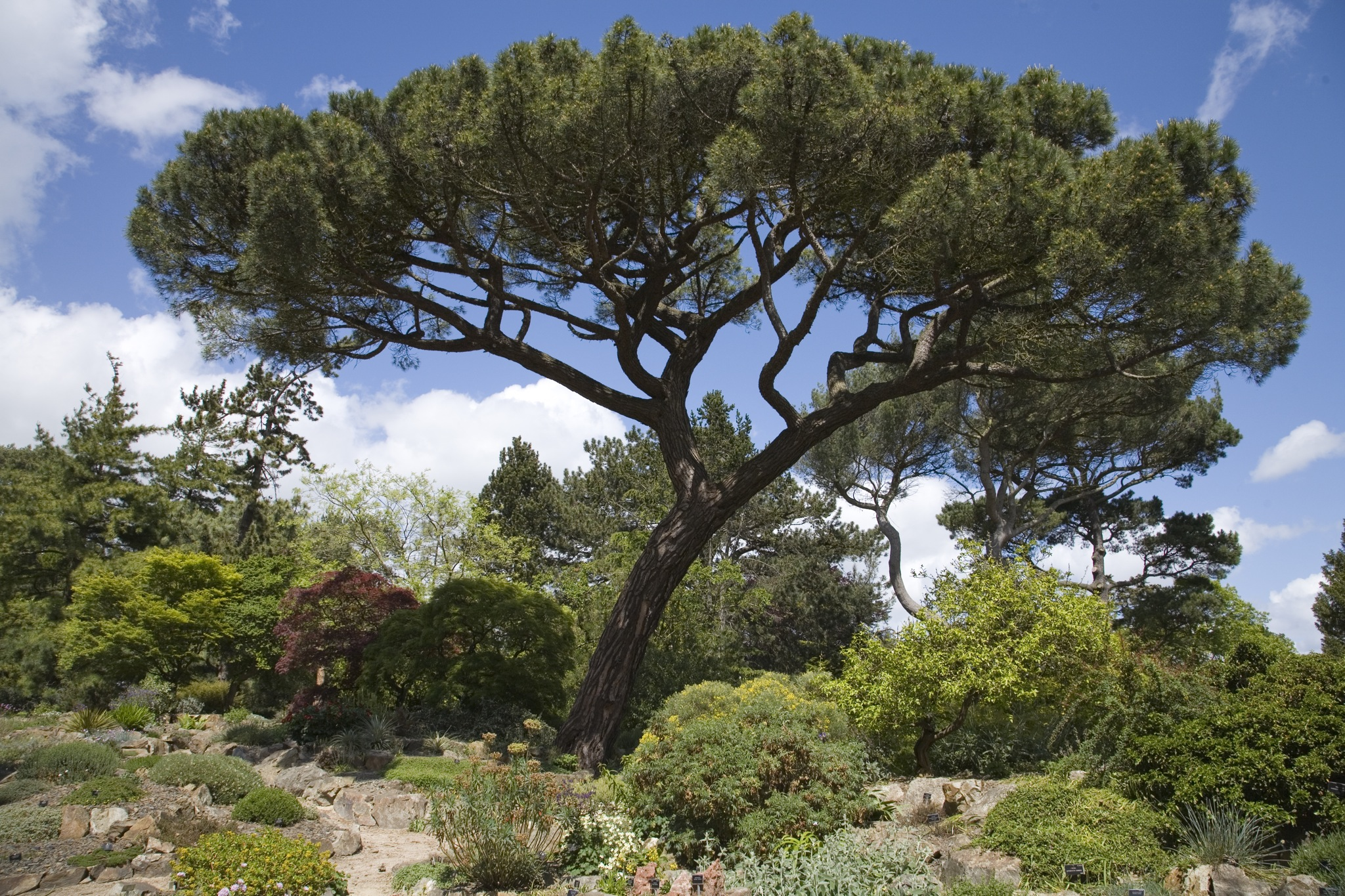
Азійський сад
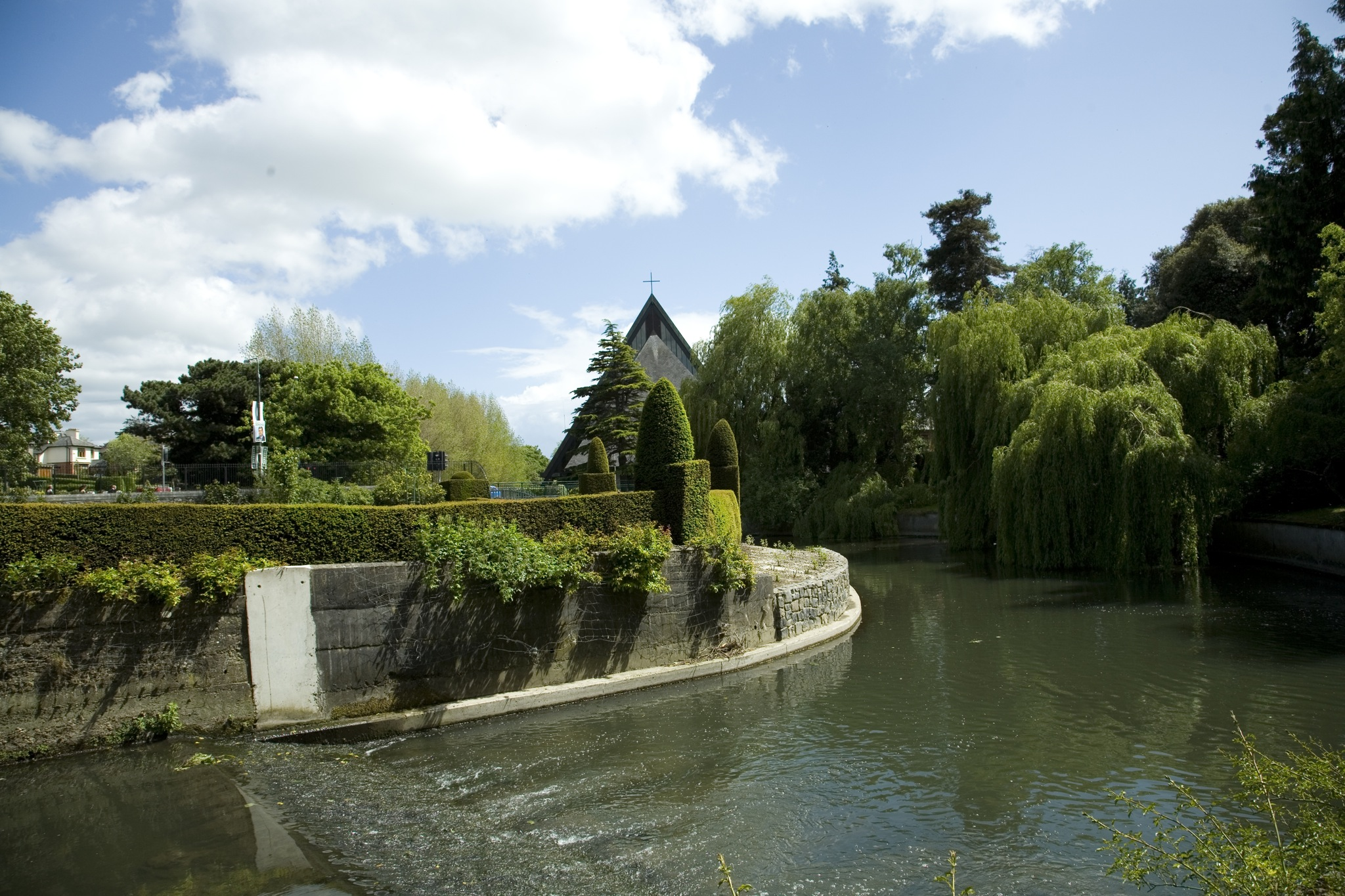
Річка Толка
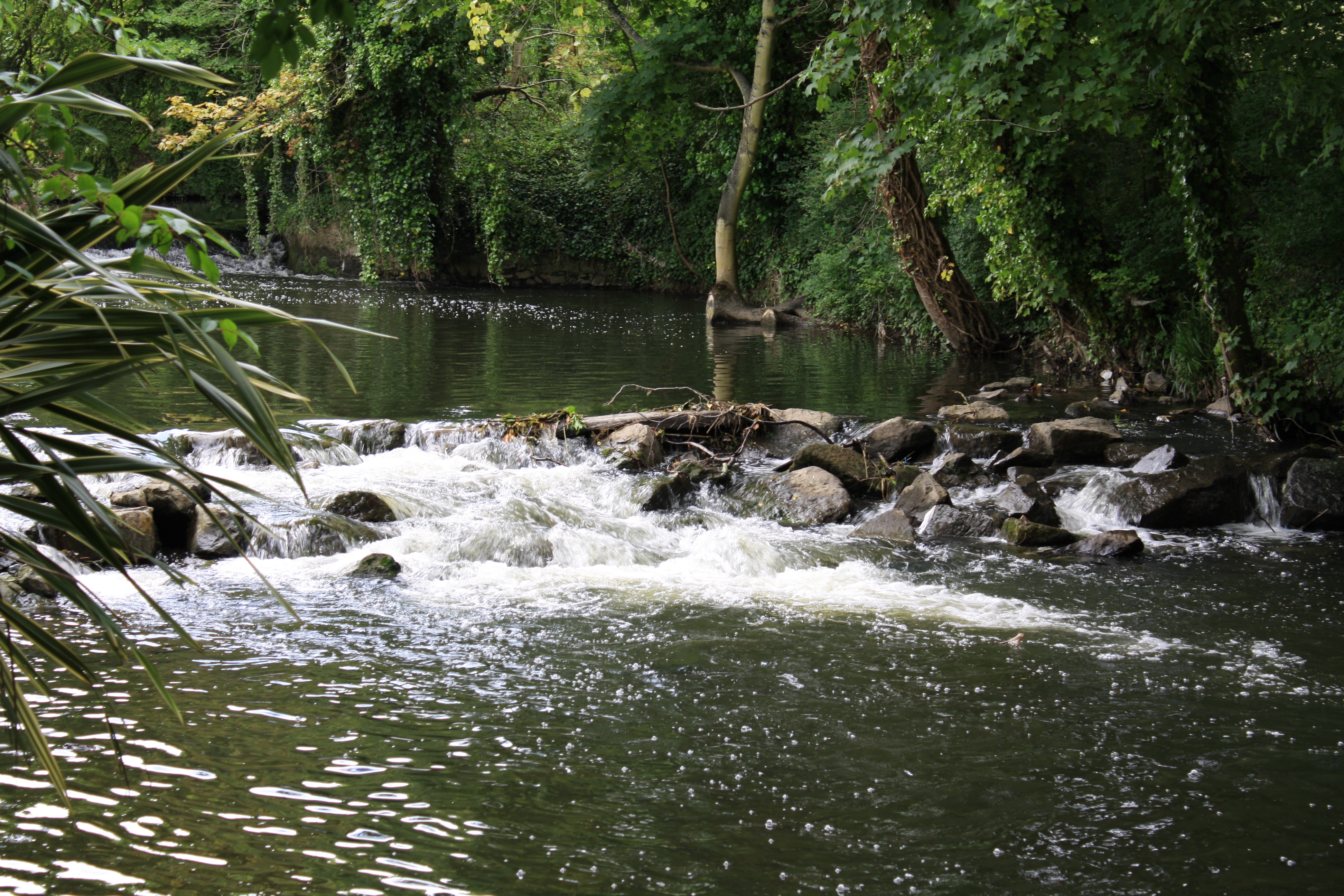
У ботанічному саду
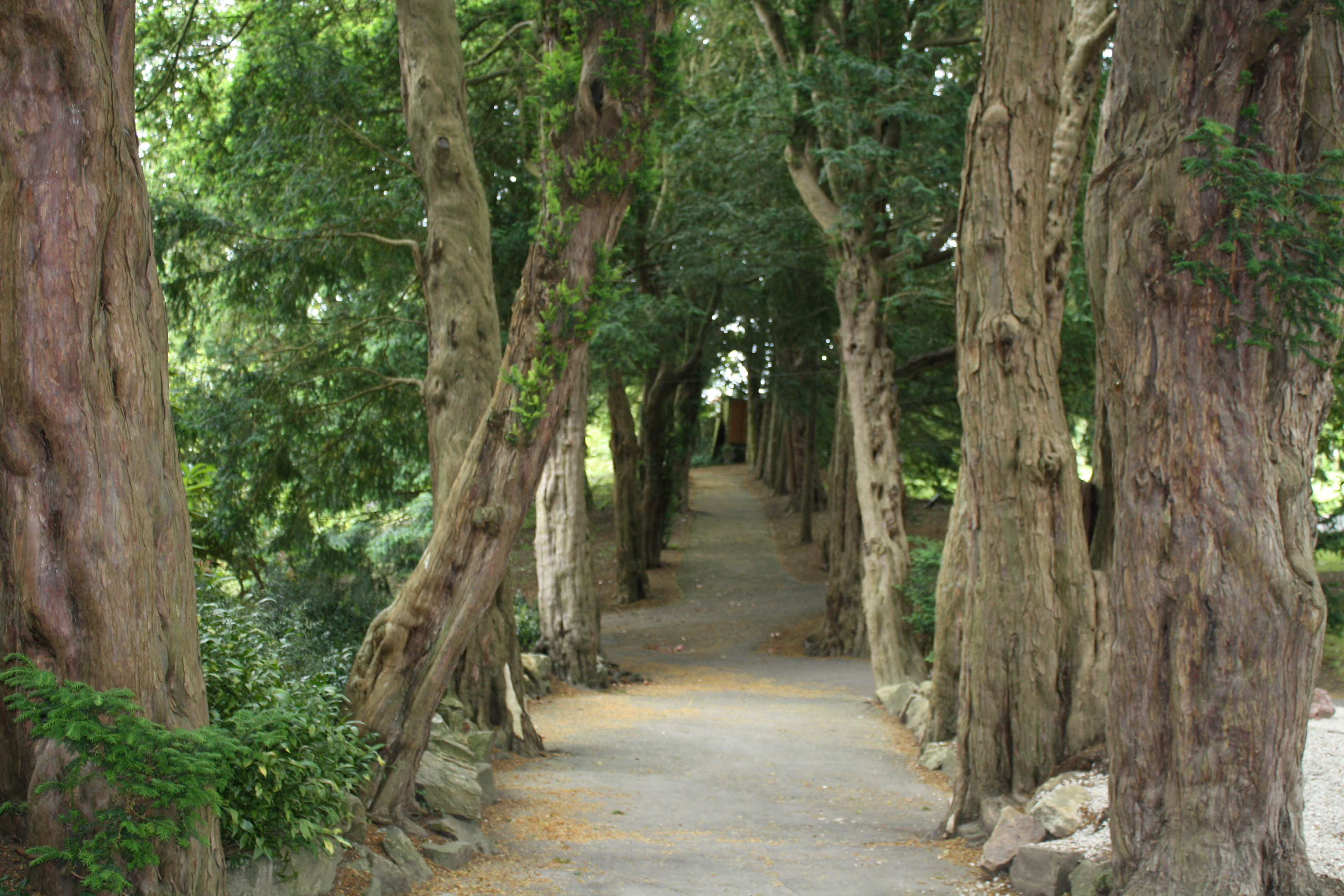
Алея
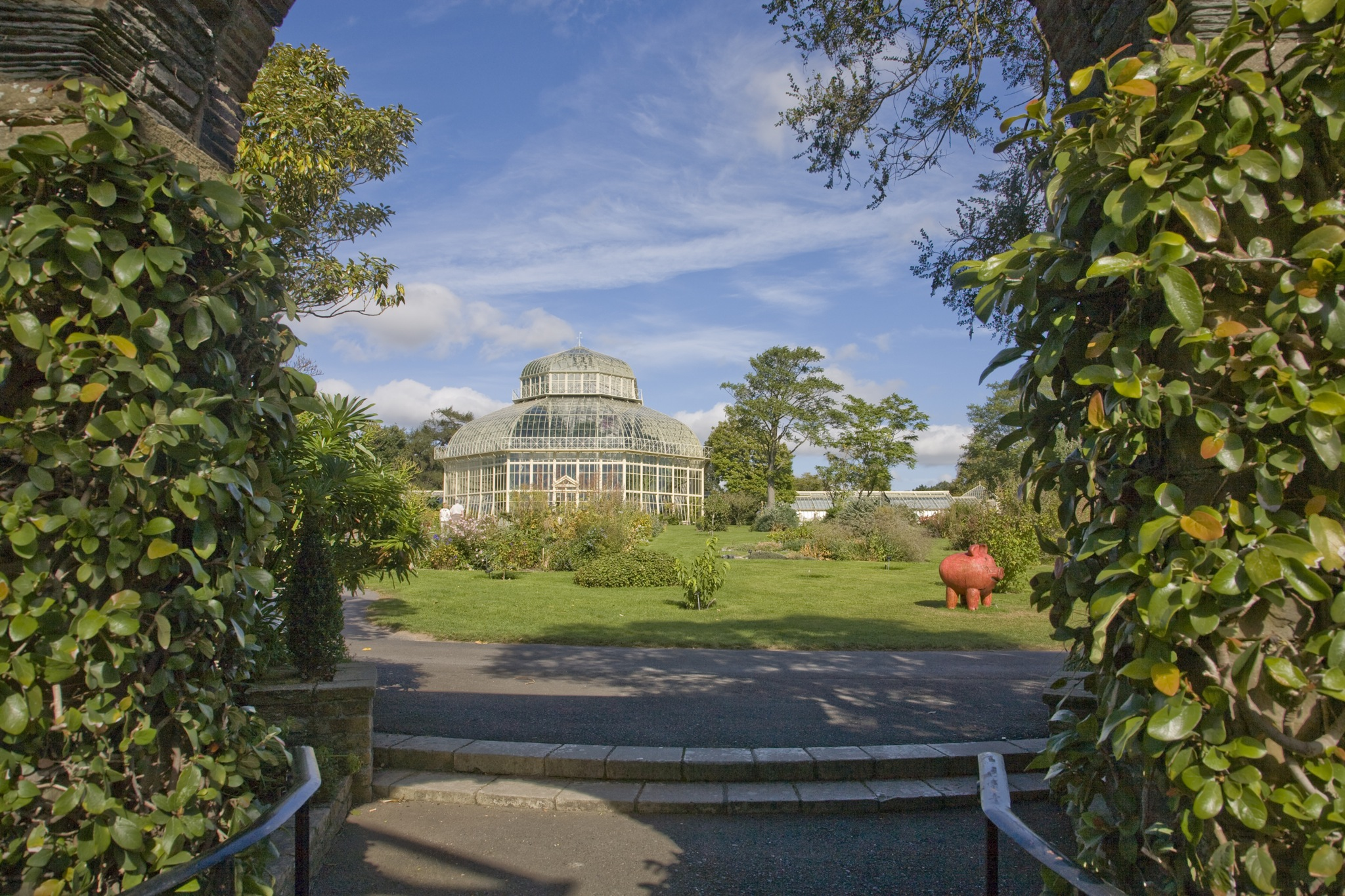
Оранжерея
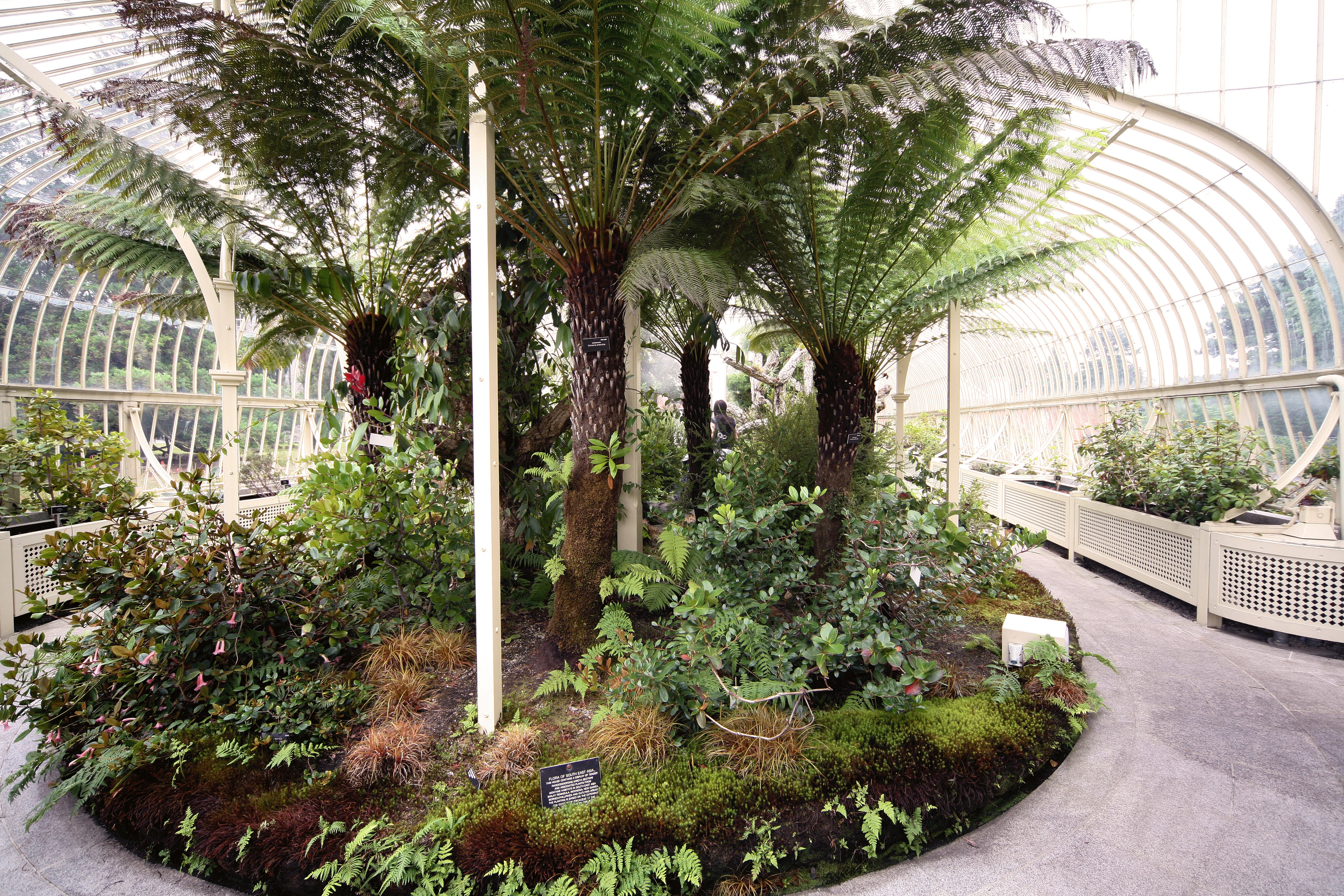
Інтер'єр оранжереї